# Kirche Gramzow

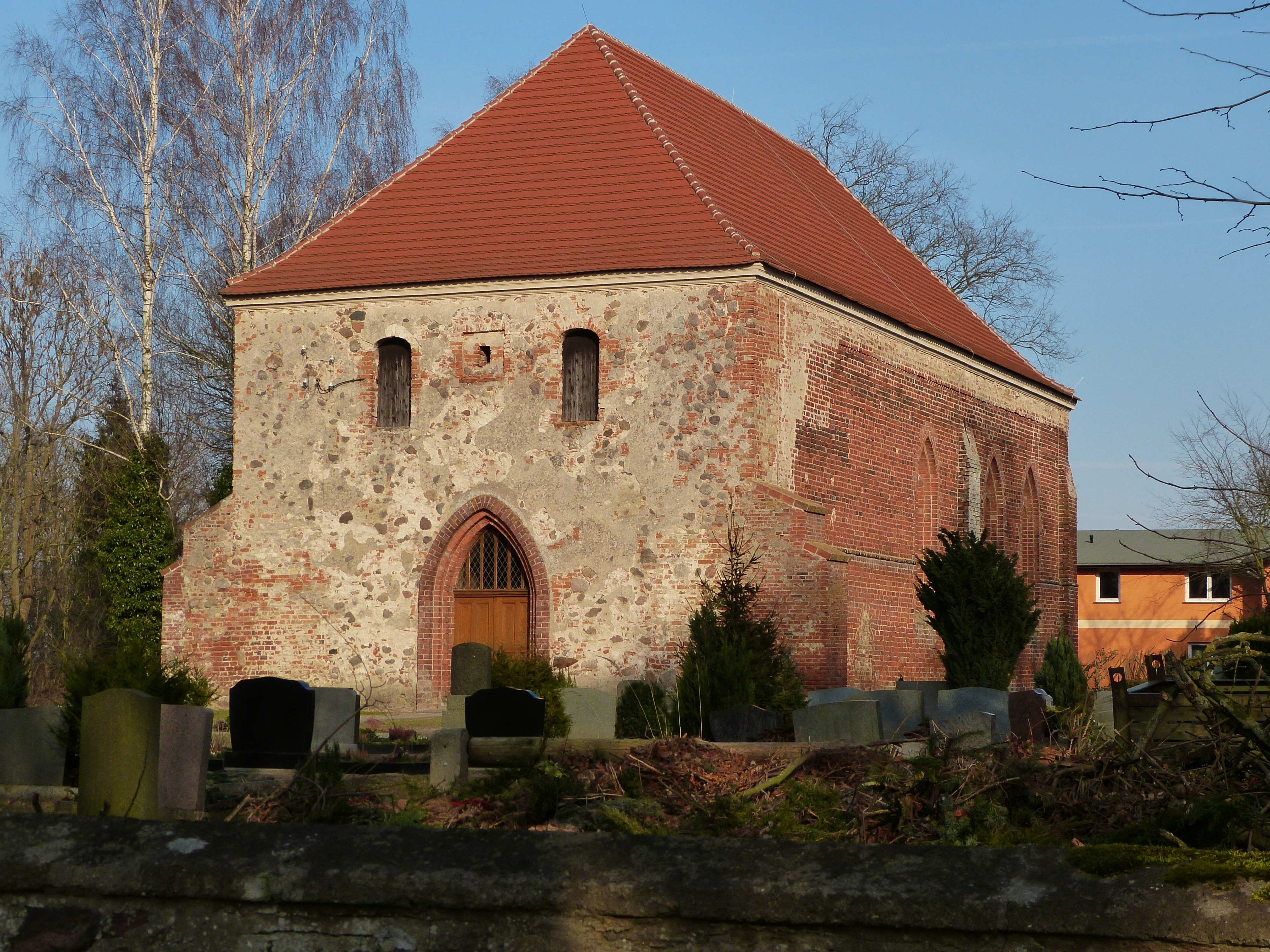
Kirche Gramzow

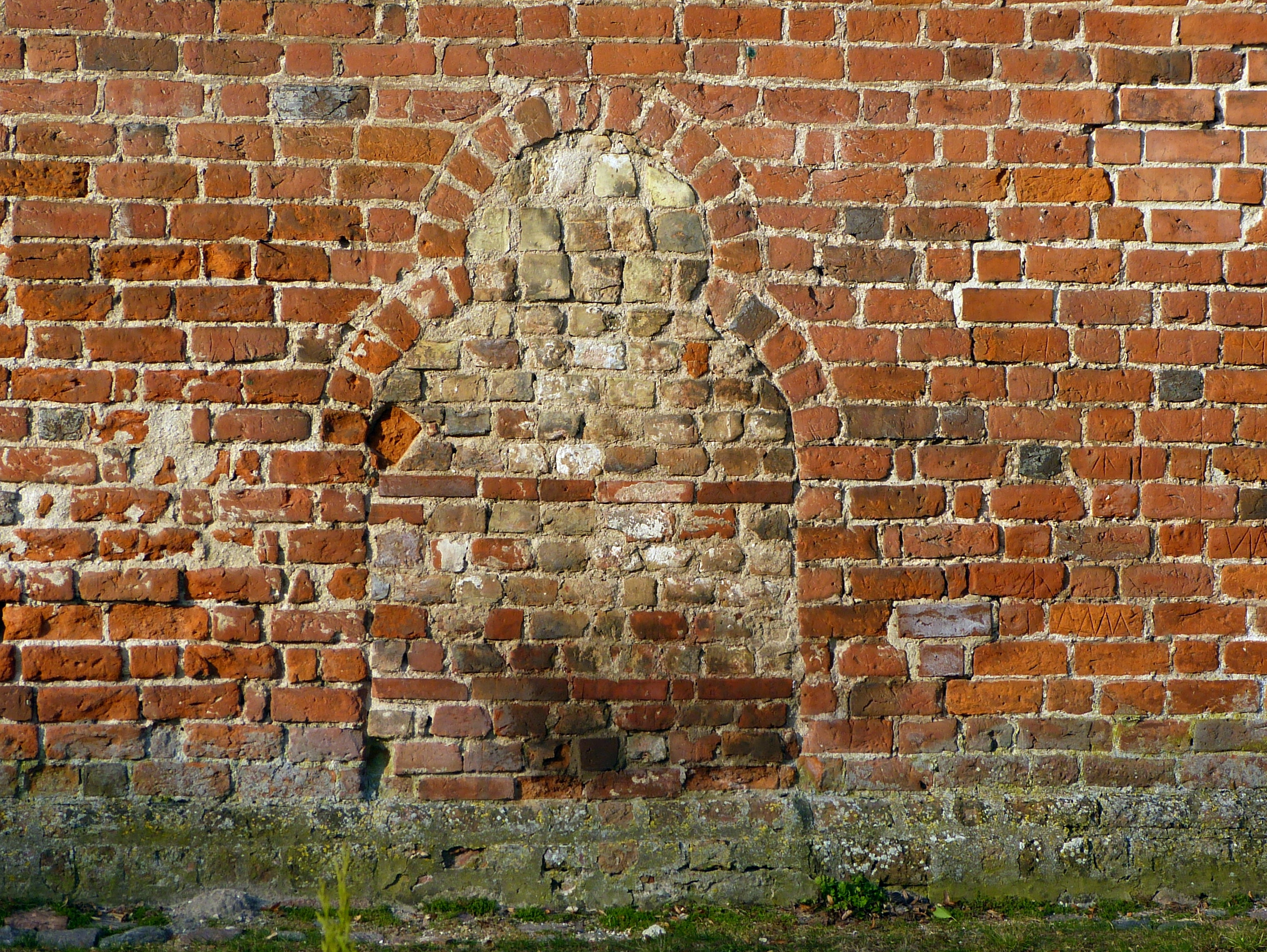
Vermauertes Südportal mit Kleeblattbogenschluss

Die Kirche Gramzow ist ein aus dem 13. Jahrhundert stammendes Kirchengebäude im Ortsteil Gramzow der Gemeinde Krusenfelde in Vorpommern.
Der große zweijochige Backsteinsaal mit Westturm gleicher Breite wurde Mitte des 13. Jahrhunderts errichtet. 1795 wurden der Ostgiebel vereinfacht, die Turmobergeschosse abgebrochen und das Dach im Westen abgewalmt. Im Jahr 1862 wurden die massiven Gewölbe durch hölzerne ersetzt und das Westportal sowie die Fenster verändert. Der verputzte Nordanbau mit eingelassenem Kreuz im Giebel stammt aus dem 20. Jahrhundert. Am Sockel und am umlaufenden Kaffgesims befindet sich eine glasierte Wulst, unter der Traufe ein Zahnschnitt. Das vermauerte Südportal zeigt einen Kleeblattbogenschluss. An der Südwand existieren Ritzzeichen im Mauerwerk, einige davon sind Sonnenuhren.
Die Kirche besitzt im Innern ein hölzernes Kreuzrippengewölbe. Zur hölzernen Ausstattung in neugotischen Formen gehören ein Altar, Altargehege, Altarwand, Kanzel, Taufe, Gestühl, Westempore und ein Orgelprospekt, wohl 1862, überwiegend mit Vierblattmotiv. Die Orgel wurde 1862 von Barnim Grüneberg aus Stettin gefertigt. Der Taufstein aus Granit stammt aus dem 13. Jahrhundert. In der Turmhalle befindet sich die Grabplatte von Matthias Budde († 1591), dänischer Statthalter auf Ösel (Saaremaa), mit einem Flachrelief des Verstorbenen, Inschrift und Wappenschmuck.
Die beiden Glocken mit Gießerzeichen wurden im 15. Jahrhundert gegossen.
Die evangelische Kirchgemeinde gehört seit 2012 zur Propstei Pasewalk im Pommerschen Evangelischen Kirchenkreis der Evangelisch-Lutherischen Kirche in Norddeutschland. Vorher gehörte sie zum Kirchenkreis Greifswald der Pommerschen Evangelischen Kirche.